# Bosque do Mediterrâneo Oriental

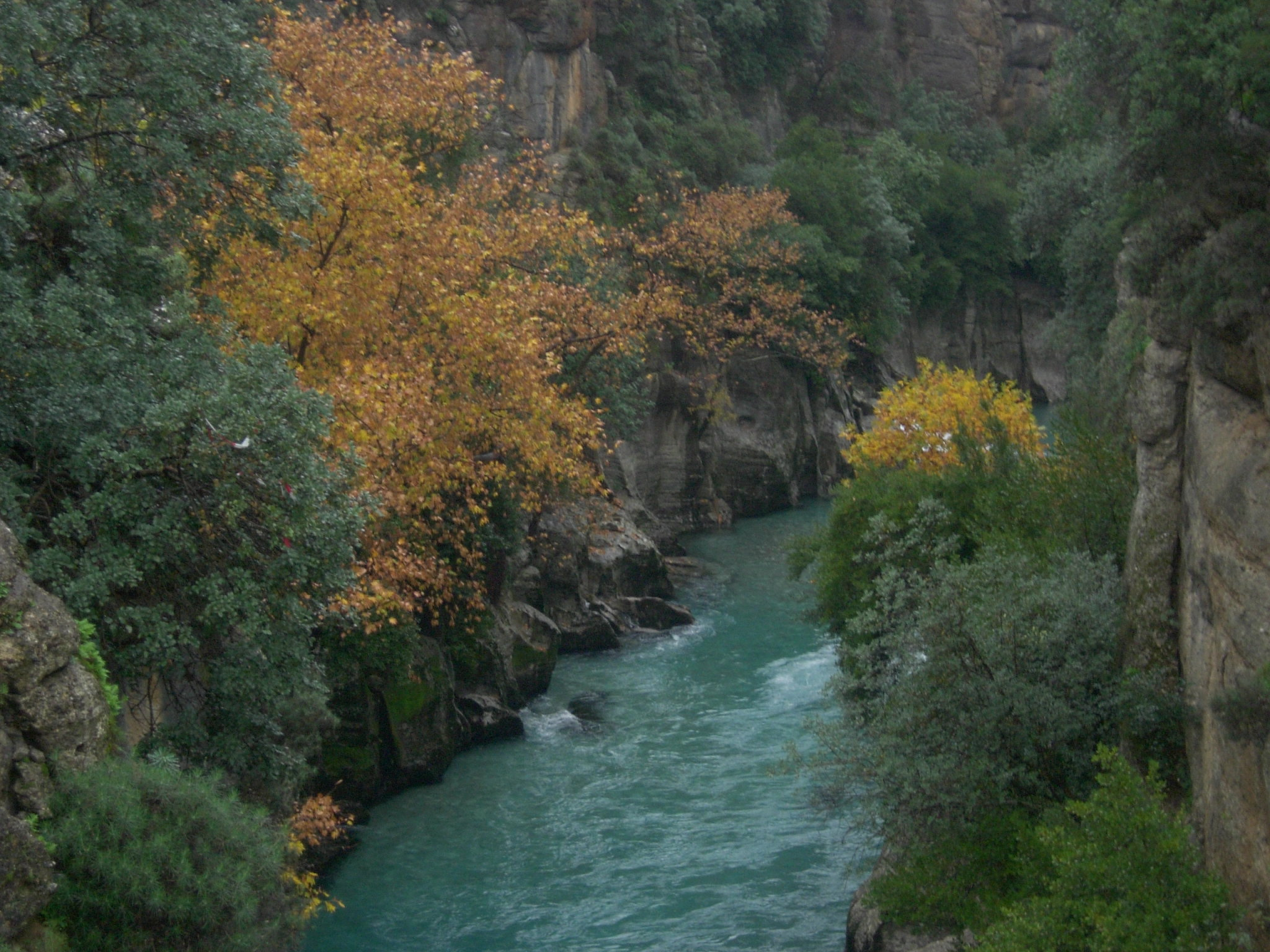
Um exemplo de bosque do Mediterrâneo oriental: a Garganta de Köprülü, no Rio Köprüçay (ou Eurimedonte), cerca de 30 km em linha reta a norte de Serik e 60 km em linha reta a nordeste de Antália.

O Bosque do Mediterrâneo Oriental é uma ecorregião da ecozona paleártica definida pelo pelo World Wide Fund for Nature (WWF), que se estende pela costa mediterrânica da Turquia, Síria, Líbano, Israel, Faixa de Gaza e pelas planícies vizinhas ate à Jordânia e ao extremo noroeste do Iraque.

## Localização
É uma ecorregião de bosque mediterrânico que ocupa 143 800 km² na Bacia do Mediterrâneo oriental. Estende-se desde Kemer, a oeste de Antália, na Turquia, entre os Montes Tauro e o Mediterrâneo, até İskenderun e aí divide-se em dois troços: um deles continua para leste, pela fronteira turco-síria, ente o Anti-Tauro e o deserto da Síria, o outro continua para sul através da Síria, Líbano, Israel, Palestina e Jordânia.

## Flora
As principais comunidades vegetais da ecorregião são o matagal esclerófilo (maquis), o pinhal, dominado pelo pinheiro-de-alepo (Pinus halepensis) e por Pinus brutia (pinheiro cretense, turco ou calabrês), esteva (Cistus) e florestas de Quercus e estepes.

## Fauna
Apresenta grande diversidade de aves, devido a fazer parte de importantes rotas migratórias. Alberga também algumas espécies ameaçadas de extinção, como a foca-monge-do-mediterrâneo (Monachus monachus), a águia-imperial-oriental (Aquila heliaca), o íbis-eremita (Geronticus| eremita), a tartaruga-comum (Caretta caretta) e a tartaruga nariguda do Eufrates (Rafetus euphraticus).
- Este artigo foi inicialmente traduzido, total ou parcialmente, do artigo da Wikipédia em castelhano cujo título é «Bosque del Mediterráneo oriental», especificamente desta versão.